# Alvarellos Editora
Alvarellos Editora es una pequeña empresa editorial española fundada en Lugo (Galicia) en primavera de 1977. Ha publicado alrededor de 400 títulos  y desde 2004 su sede está en la capital gallega, Santiago de Compostela.

## Historia
Su fundador, Enrique Alvarellos, puso en marcha esta empresa a partir de la imprenta de su propiedad aprovechando el rexurdimento de las letras gallegas que se producía con el fin del franquismo. Nació con la idea de darle la oportunidad de publicar a los escritores noveles y su primera edición fue la novela Botei corenta anos, de la autoría del fundador. En la década de 1990 se especializó en ediciones de lujo de facsímiles de los siglos XVIII y XIX.
Desde 2004 dirige la editorial Henrique Alvarellos, hijo de Enrique Alvarellos.